# Simpani (Lamjung)
Simpani (Nepali सिम्पानी) ist ein Dorf und ein Village Development Committee (VDC) im Distrikt Lamjung der Verwaltungszone Gandaki in Zentral-Nepal.
Simpani liegt auf einem Höhenrücken oberhalb des westlichen Flussufers des Marsyangdi auf einer Höhe von 1340 m 6,5 km nordnordwestlich der Distrikthauptstadt Besisahar. Der Annapurna-Rundweg sowie der Manaslu-Rundweg führen entlang dem Marsyangdi durch das VDC Simpani.

## Einwohner
Das VDC Simpani hatte bei der Volkszählung 2011 3289 Einwohner (davon 1447 männlich) in 820 Haushalten.